# Kopanina (Nový Kostel)
Kopanina (deutsch Frauenreuth) ist ein Ortsteil der Gemeinde Nový Kostel in Tschechien. 

## Geografie
Der Ort, ein Reihendorf, liegt etwa drei Kilometer südöstlich von Nový Kostel in einer sanft ansteigenden Mulde.
Kopanina ist zudem der Name der umliegenden Gemarkung von 9,02 Quadratkilometern.

## Geschichte
Frauenreuth wurde als Vrowenreuth urkundlich erstmals bei der Festlegung der Pfarrgrenzen der Kirche in Schönbach (Luby u Chebu) 1265 genannt, nachdem die Kirche in Frauenreuth 1260 von der Kommende des Deutschen Ordens in Eger (Cheb) in deren Verwaltung übernommen wurde. Ein Hof des Ortes war der Burg Eger erbuntertänig, die anderen Bauern mussten der Stadt Eger bis 1781 60 Tage jährlich Zug-Roboten, ein Frondienst mit Zugtieren (siehe auch: Bauernrechtsliteratur) leisten und Getreide zinsen. Das Klauensteuerbuch der Stadt Eger von 1392 nennt deren Familiennamen, das Musterungsbuch die Namen der wehrpflichtigen Bauern.
1429 wurde Frawenreuth/Frauenreuth von einer Heeresgruppe der Hussiten zerstört und niedergebrannt. Sie raubten das Vieh, nahmen 16 Bauern als Gefangene mit und verwüsteten in monatelanger Anwesenheit 40 Ortschaften des Egerlandes. Die Achtbücher und Urgichtenbücher der Stadt Eger (im Stadtarchiv Cheb erhalten) geben Zeugnis von den Verwilderungen und Grausamkeiten dieser Zeit. Erst im 16. Jahrhundert beruhigte sich in der Gegend zwischen Leibitschgrund (Libocky Dul) und Zwodau (Svatava) das Leben der Einwohner, als der Bleibergbau aufkam.
In Frauenreuth und Berg (Horka) ist aktenmäßig der Bleibergbau nachweisbar, als der Magistrat der Stadt Eger das Musterungsrecht zinssprechen konnte. Das Bergamt in Eger wurde 1840 nach Elbogen, 1850 nach St. Joachimsthal und 1872 nach Karlsbad verlegt.
Während der Reformationszeit wurde Frauenreuth evangelisch-lutherisch. Von 1564 bis 1628 waren evangelische Geistliche tätig. 1574 wurde eine Volksschule gegründet. Die anschließende Gegenreformation und der Dreißigjährige Krieg brachten neues Elend für den Ort. Die Kirche wurde 1666 vom Blitz getroffen und erhielt notdürftig einen neuen Turmhelm. 1724 wurde ein Pfarrhaus gebaut, 1768 eine neue Kirche und 1773 ein Schulhaus. In der Gemeindeeinteilung 1850 bekam Frauenreuth als Sitz eines Bürgermeisters die Orte Berg, Haid (Bor bei Frauenreuth), Mühlgrün (Mlynek) und halb Nonnengrün (Hluboka bei Milhostov) zugewiesen. 1904 bestand die Gemeinde nur noch aus Frauenreuth, Mühlgrün und Haid. Zur Pfarrei Frauenreuth gehörten die Orte Bruck (Mostek bei Klinghart), Berg, Döba (Devin), Haid, Mühlgrün und halb Nonnengrün. 
Nach dem Münchner Abkommen wurde Frauenreuth dem Deutschen Reich zugeschlagen und gehörte bis 1945 zum Landkreis Eger.
1940 wurde eine Landwirtschaftsfortbildungsschule für Mädchen errichtet; sie bestand bis 1945 (Ende Zweiter Weltkrieg).

### Einwohnerentwicklung
| Jahr | Einwohnerzahl |
| ---- | ------------- |
| 1869 | 448           |
| 1880 | 470           |
| 1890 | 410           |
| 1900 | 370           |
| 1910 | 381           |

| Jahr | Einwohnerzahl |
| ---- | ------------- |
| 1921 | 381           |
| 1930 | 386           |
| 1950 | 115           |
| 1961 | 112           |
| 1970 | 90            |

| Jahr | Einwohnerzahl |
| ---- | ------------- |
| 1980 | 88            |
| 1991 | 54            |
| 2001 | 72            |
| 2011 | 59            |

## Kultur und Sehenswürdigkeiten
- St.-Georgs-Kirche, erbaut 1768
- Kriegerdenkmal für die Gefallenen der Gemeinde im Ersten Weltkrieg
- Auf dem Friedhof befindet sich das Grab von Georg Löw, dem Generaldirektor der Böhmischen Nordbahn.

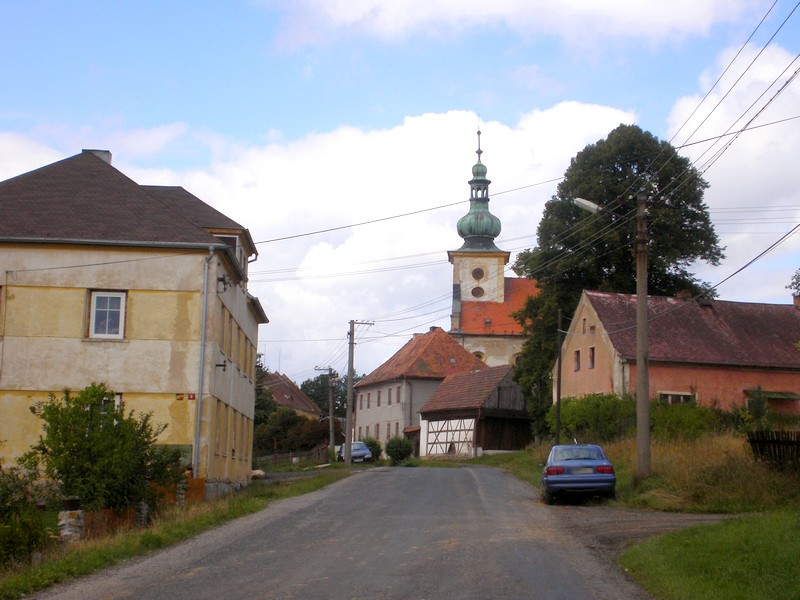
Ortsansicht
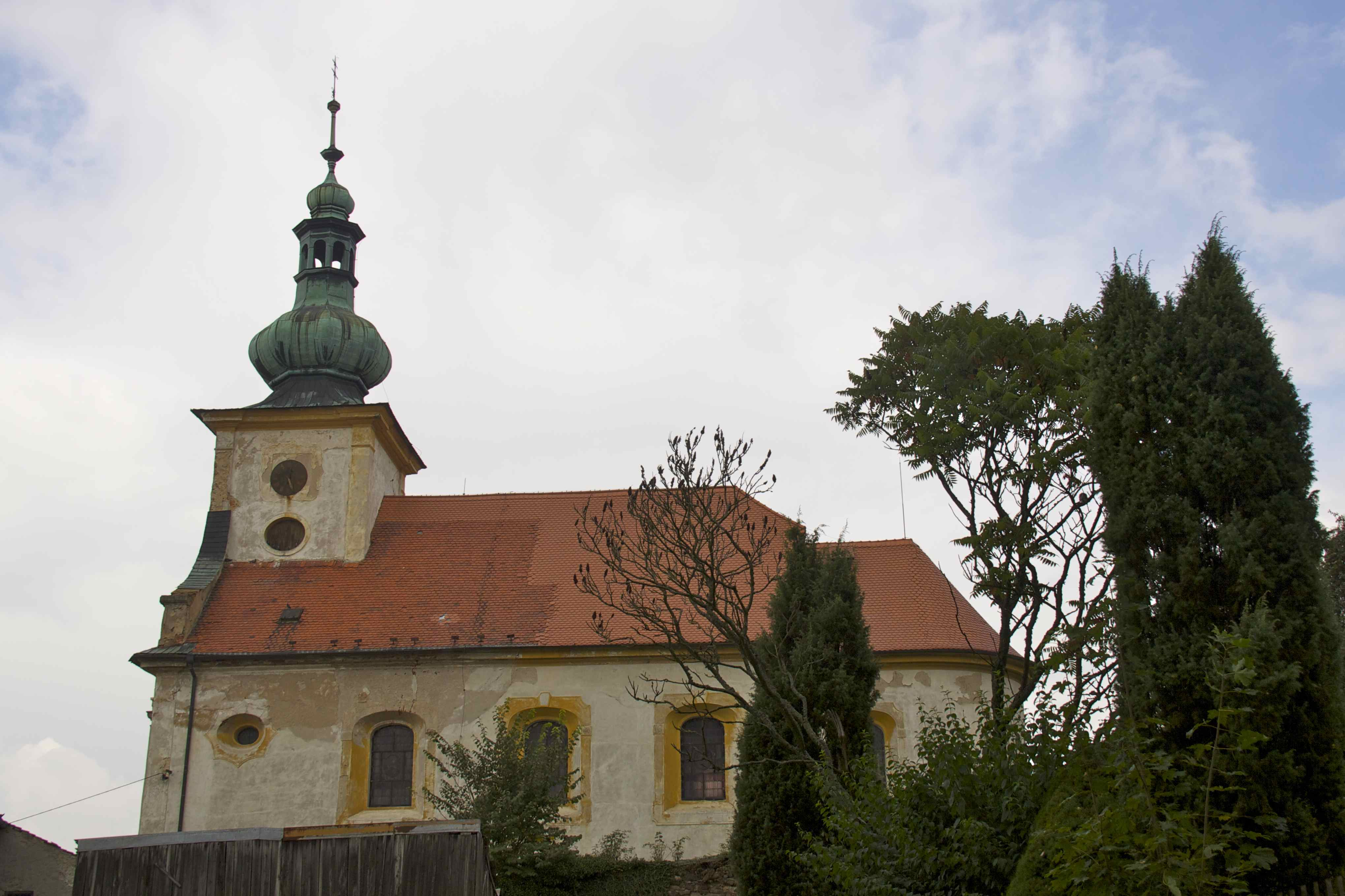
St.-Georgs-Kirche
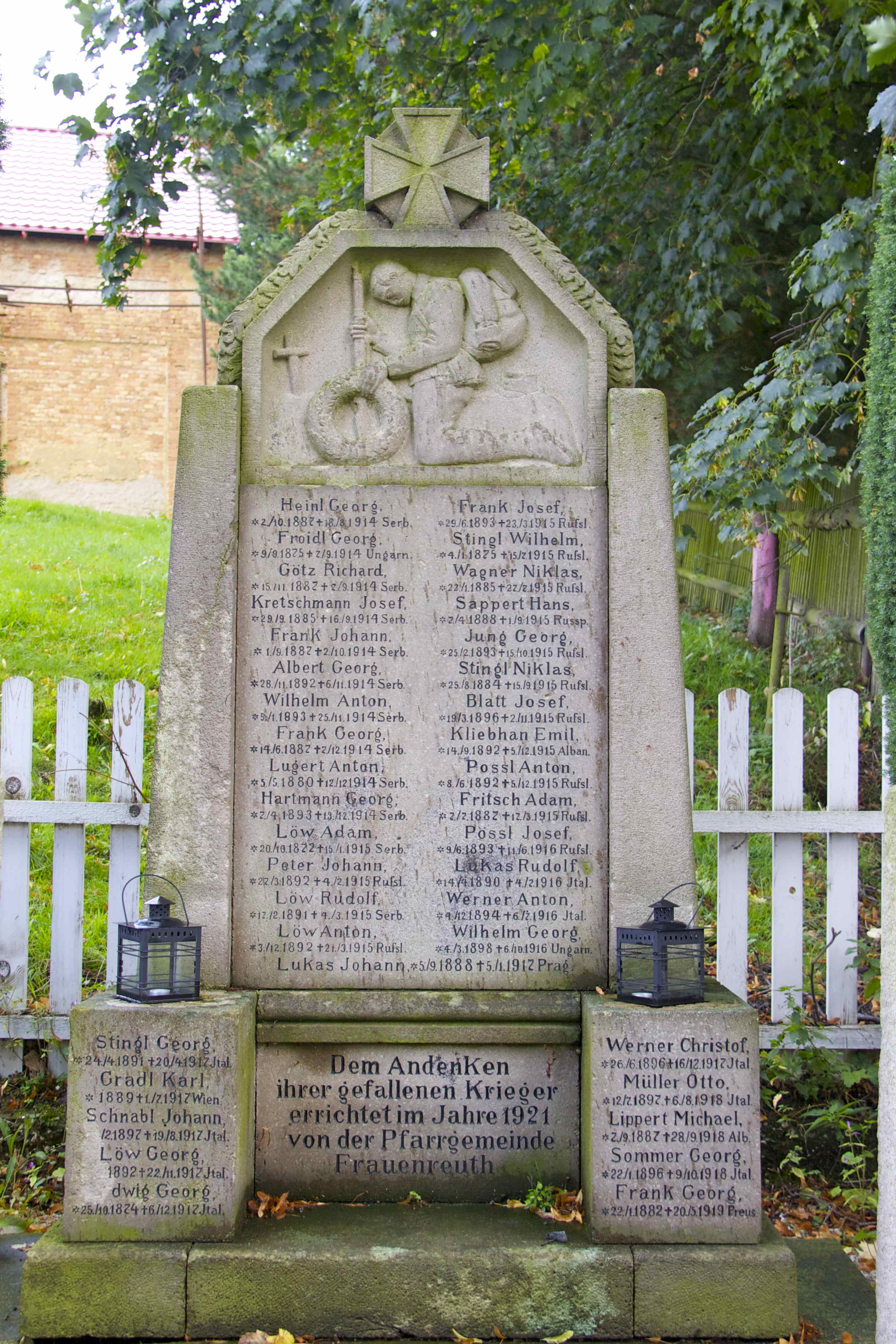
Kriegerdenkmal
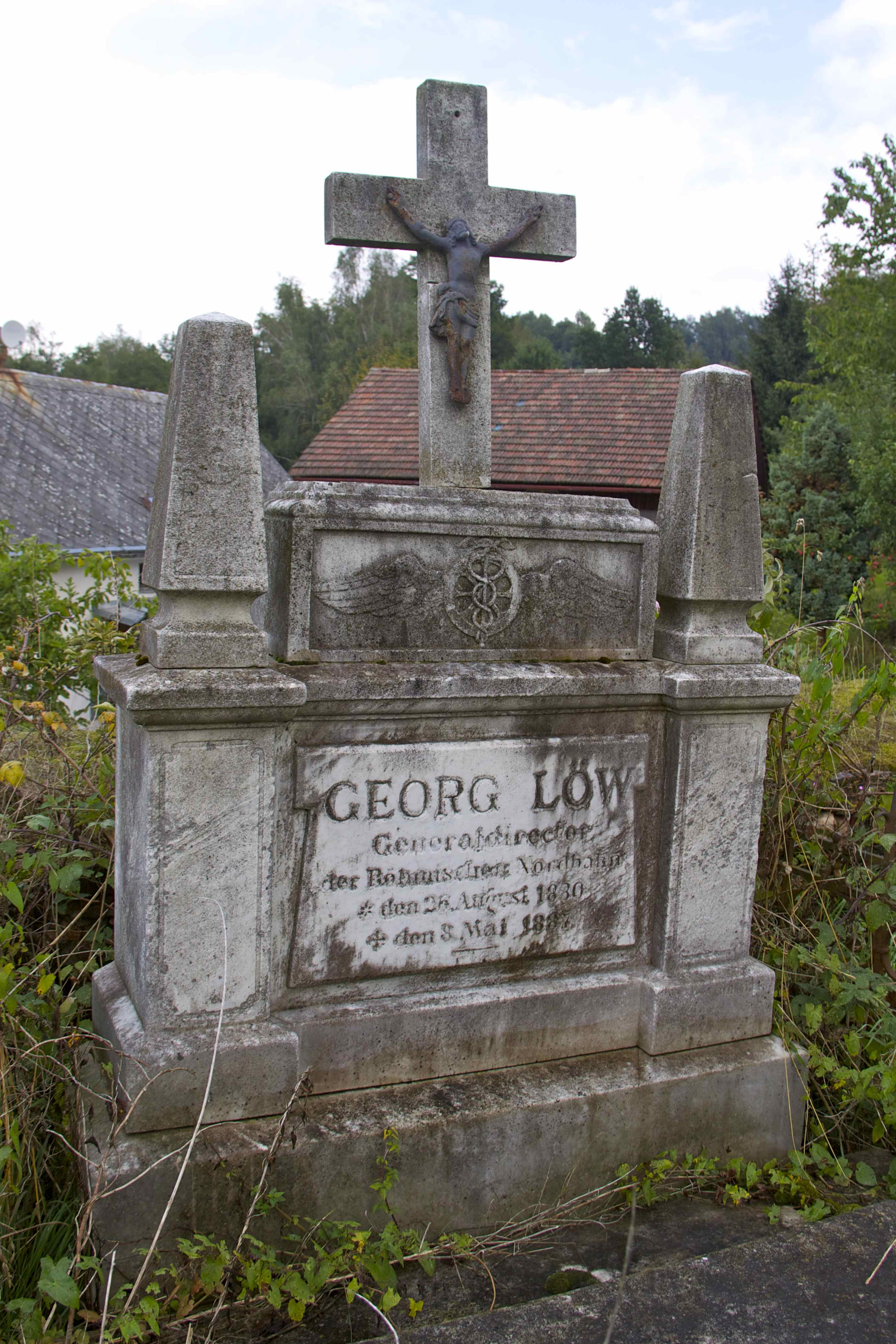
Grabmal Georg Löw